# Lê Minh Châu
Lê Minh Châu (1944 – 2014) là đại biểu Quốc hội Việt Nam khóa X. Ông thuộc đoàn đại biểu Đồng Tháp. Quê tại xã Vĩnh Thạnh, huyện Lấp Vò, Đồng Tháp, Cử nhân Đại học Luật, Đại học Chính trị, nguyên Phó Bí thư tỉnh uỷ, Bí thư Tỉnh ủy từ tháng 3 năm 1998 đến tháng 8 năm 2000, nguyên Chủ tịch UBND tỉnh Đồng Tháp.